# フィアフ・マク・ネール
フィアフ・マク・ネール(アイルランド語: Fiachu mac Néill、fl. 507-514年）はイー・ネール王朝のミデのウシュネフ王。上王ニアル・マク・エヒダハの息子の一人。『レンスターの書』に収められた王のリストによれば、彼はウシュネフ王の地位を兄弟であるコナル・クレヴサネ（480年没）から引き継いでいる。
『三部作パトリック伝』によれば、聖パトリックはフィアフとその兄弟エーンデ・マク・ネールを訪ね、ウシュネフに訪れている。ウシュネフに呪詛をかけた聖パトリックから洗礼を受けることをフィアフは拒否した。ティーレハーンが記したフィアフと聖パトリックの関係はこれとはやや異なっており、訪問中にフィアフの息子が聖パトリックの弟子の一人を殺した事が原因で、聖パトリックはフィアフの子孫に呪詛をかけたとする。
フィアフは自身と敵対するレンスターの王朝 Uí Failgheの王の祖 Failge Berraide とミースを割拠した人物と年代記には記される。507年 Frémainn の戦い（現代のウェストミーズ県・マリンガーの近傍）において、フィアフは Failge Berraide に敗北。フィアフは「この戦いに勝利するであろう」とする偽りの予言を受け取っており、復讐を強く望んだ。514年ドルム・デルグの戦いにおいてフィアフは Failge Berraide を破り、復讐を果たした。この戦いの結果、ミデの平原の支配権はラギン（レンスターの人々）から失われた。
ケネール・ヴィアハハ（「フィアフの一族」）はその名の通りフィアフを祖とする一族であり、 Geoghegan や オヒギンズ家と言ったいくつかの著名な支族を含む。その支配領域はオファリー県のバーからウェストミーズ県南のウシュネフまで、加えて北オファリーの一部にも広がり、彼らの南部領域はティール・ゲル（「教会の土地」）と呼ばれるようになった。後年更にモイカシェル（Moycashel）男爵領もその支配領域となった。
フィアフの二人の息子、 Túathal と Úathnemgenn はそれぞれ北部と南部に支族を定住させた。また、別の息子である Crimthann は聖人 Áed mac Bricc（589年没）の曾祖父となった。